# Metasyrphus lapponicus
Metasyrphus lapponicus là một loài ruồi trong họ Ruồi giả ong (Syrphidae). Loài này được Zetterstedt mô tả khoa học đầu tiên năm 1838. Metasyrphus lapponicus phân bố ở miền Tân bắc